# Liste von Museen in Amsterdam
Die Liste von Museen in Amsterdam erhebt keinen Anspruch auf Vollständigkeit. Amsterdam hat rund 60 Museen und damit die höchste Museumsdichte der Welt.

## A
- Ajax Museum
- Allard Pierson Museum

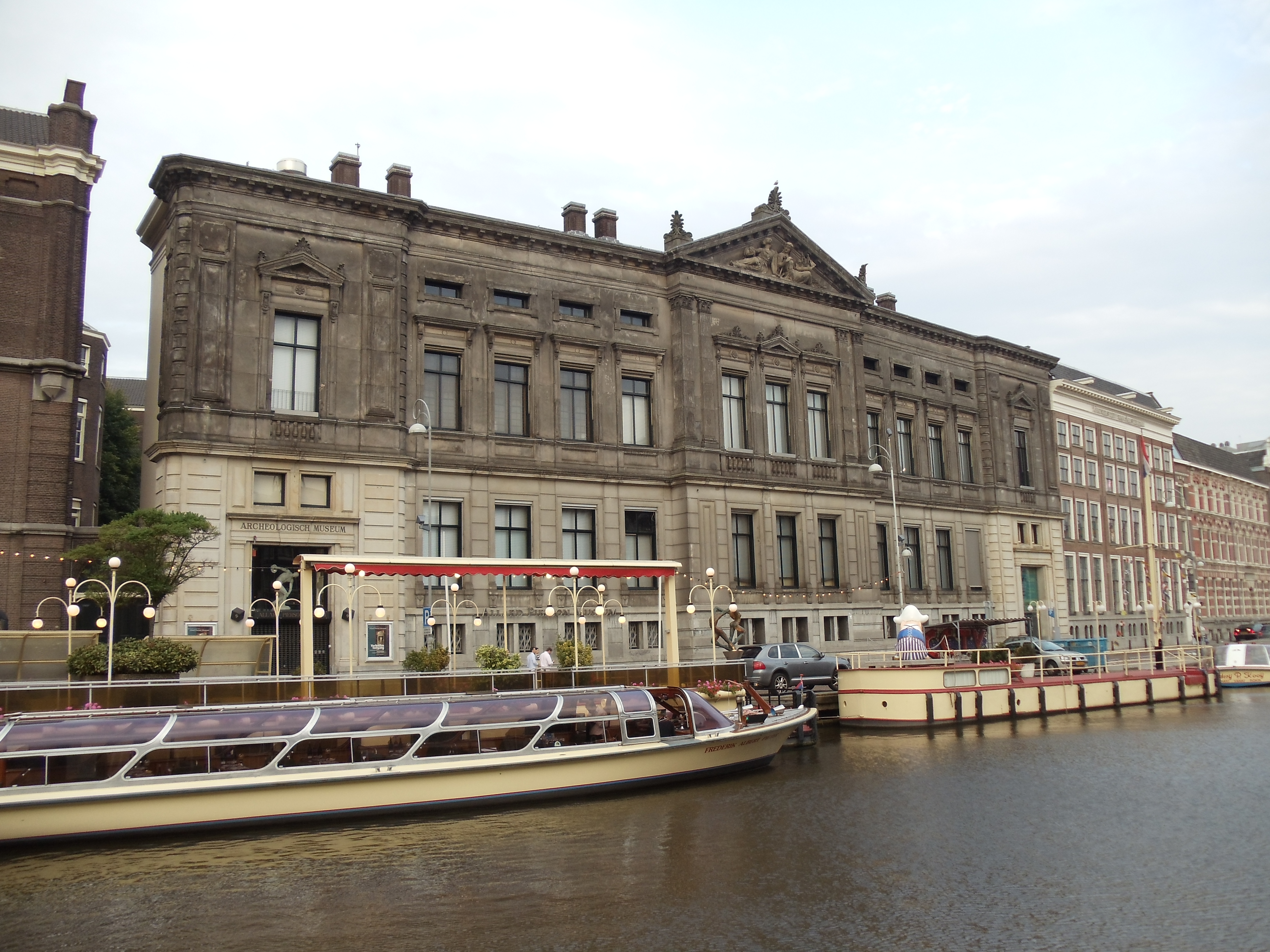
Het Allard Pierson Museum

- Amsterdam Museum (bis 2011 Amsterdams Historisch Museum)
- Amsterdam Tulip Museum (Tulpenmuseum)
- Anne Frank Huis
- Museum Amstelkring

## C
- Cobra Museum

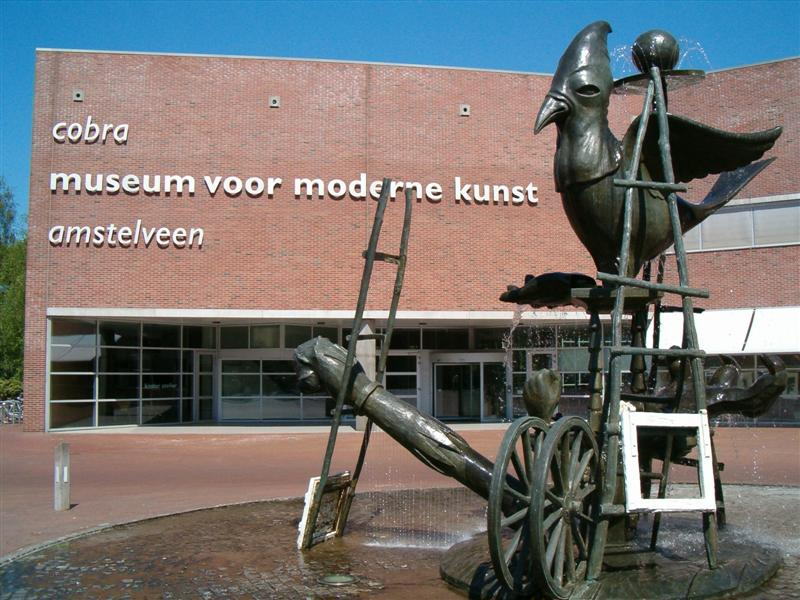
cobra museum voor moderne kunst in Amstelveen

- Computermuseum der Universität von Amsterdam

## D
- Diamantenmuseum in Amsterdam

## E
- Eremitage Amsterdam
- EYE Film Instituut Nederland  (früher: Nederlands Filmmuseum)
- Erotic Museum

## F
- Filmmuseum, siehe: „Eye Film Instituut Nederland“. Fotografiemuseum

## G

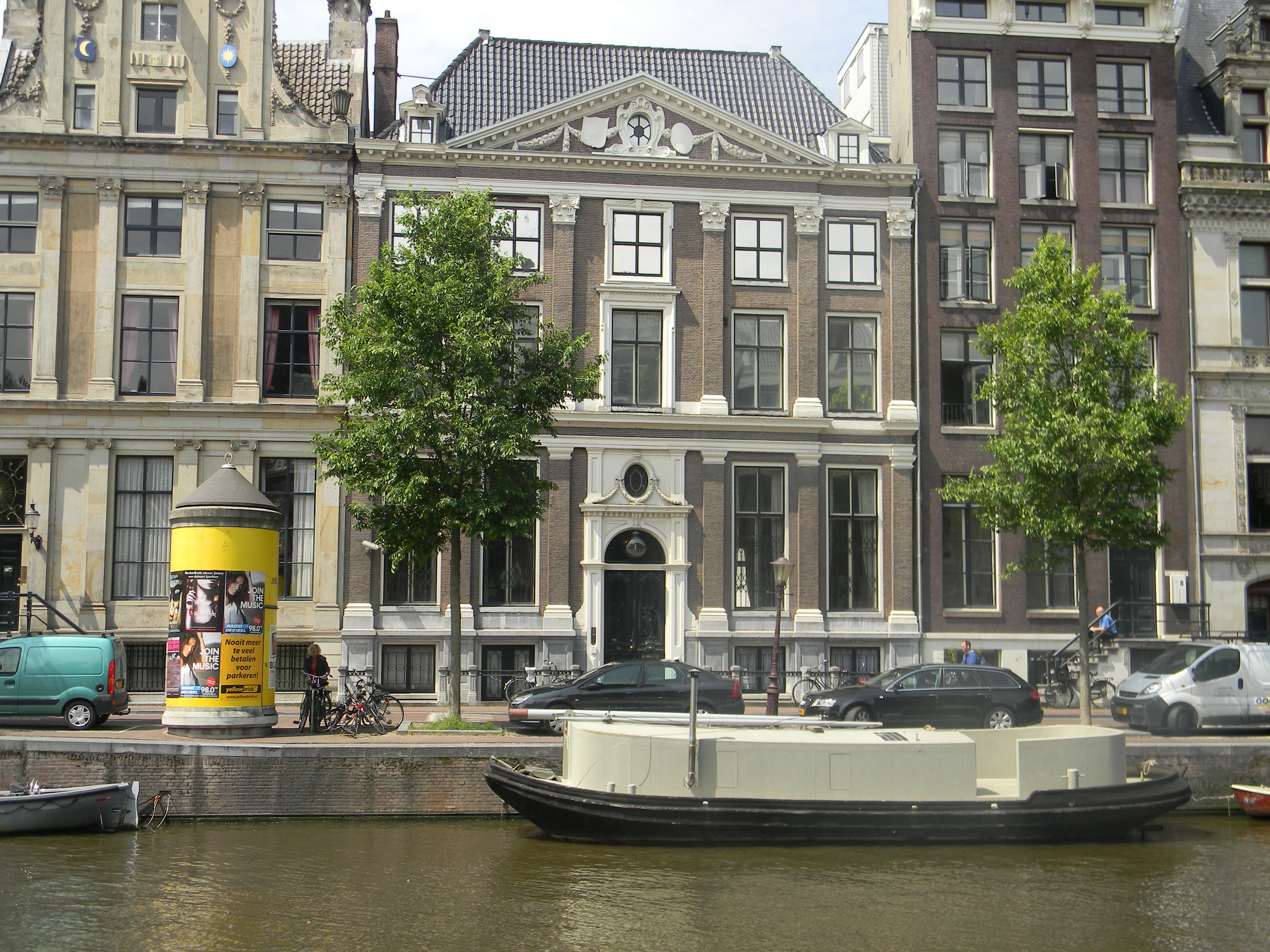
Het Grachtenhuis (Mitte), Herengracht 386

- Het Grachtenhuis

## H
- Haus Geelvinck-Hinlopen
- Hash Marihuana & Hemp Museum
- Hermitage Amsterdam → siehe Eremitage Amsterdam
- Het Huis van Aristoteles

## J
- Jüdisches Museum Amsterdam

## K
- Koffie- en Theemuseum
- Kattenkabinet

## M

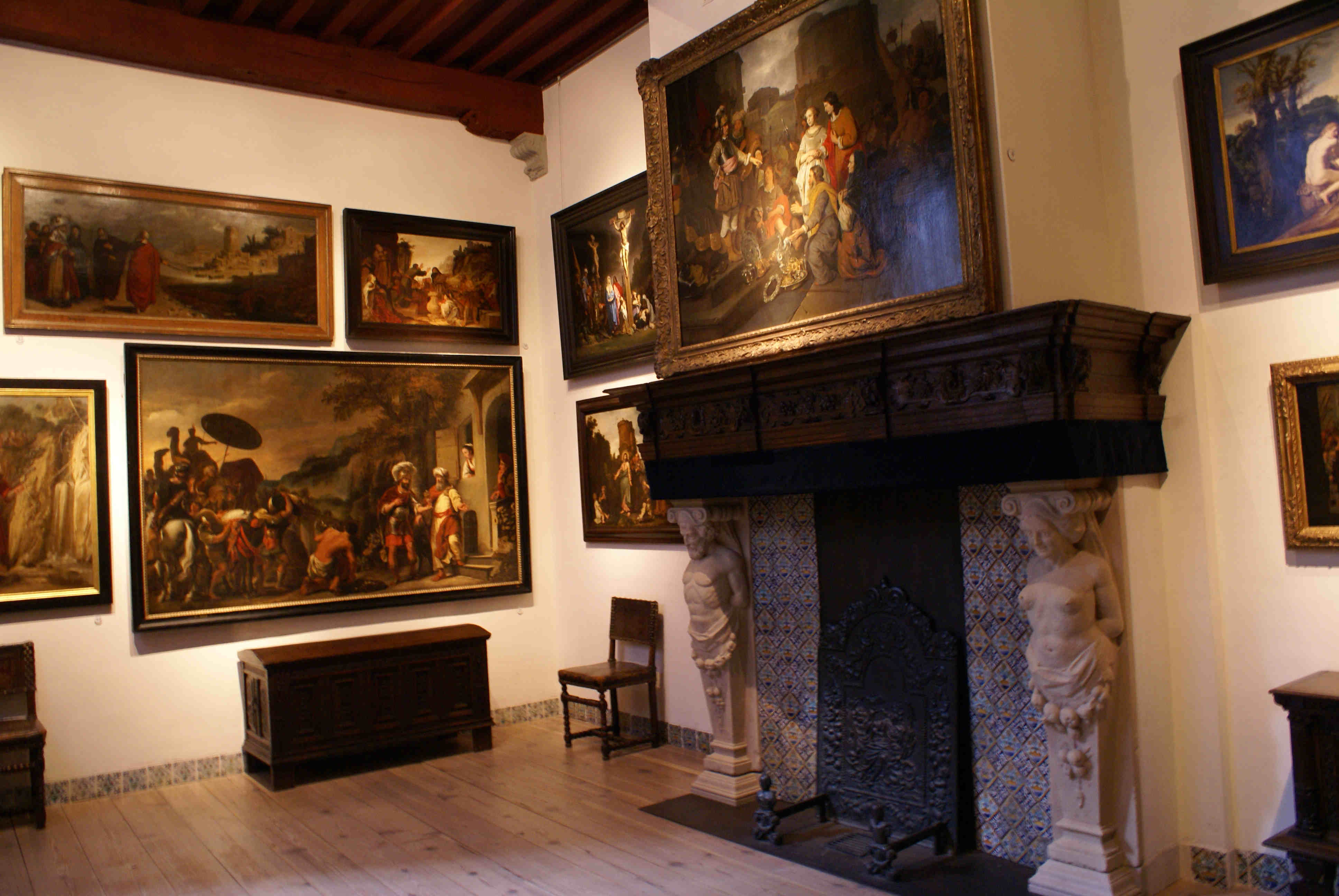
Innenraum des Museum Het Rembrandthuis mit Gemälden von Rembrandts Zeitgenossen

- Micropia
- Medieval Torture Museum
- Moco Museum
- Museum of Prostitution
- Museum Van Loon
- Museumhaven Amsterdam

## N
- NEMO (Museum)
- NXT-Museum (Medienkunst)
- Museum Amsterdam Noord

## O
- Oranje Voetbal Museum
- Ons' Lieve Heer op Solder, auch: Museum Amstelkring genannt

## P
- Museum Perron Oost
- Persmuseum
- Pianola Museum
- Pipe-Museum-Amsterdam

## R

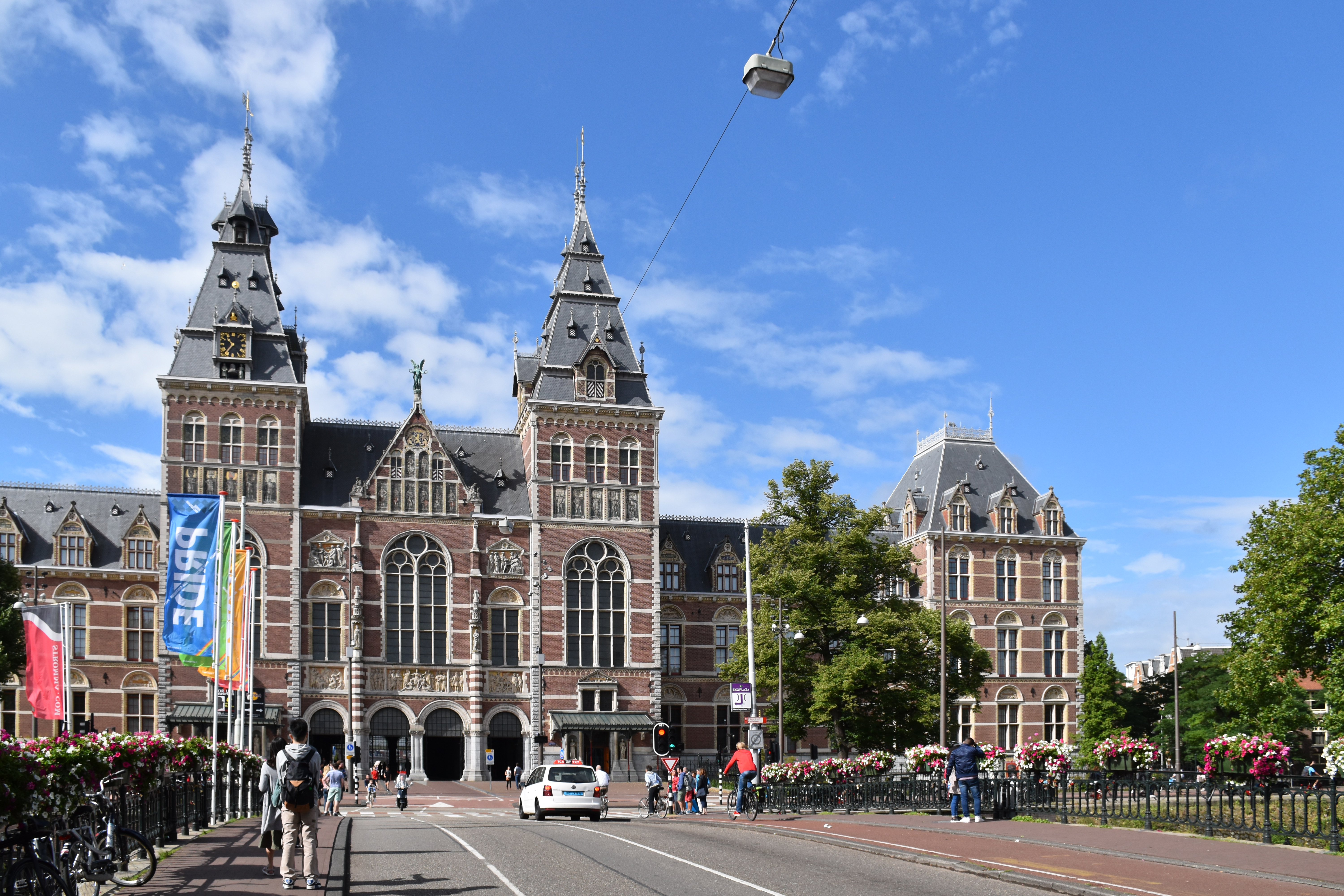
Rijksmuseum

- Rijksmuseum Amsterdam
- Museum Het Rembrandthuis

## S
- Stedelijk Museum
- Het Scheepvaartmuseum
- Het Schip
- Straat Museum
- Museum Suriname

## T
- The Amsterdam Dungeon
- The Greenbox Museum
- Amsterdam Tattoo Museum
- Tassenmuseum Hendrikje
- Tropenmuseum
- Museum Tot Zover

## U
- Universiteitsmuseum Amsterdam
- Uitvaart Museum Tot Zover

## V

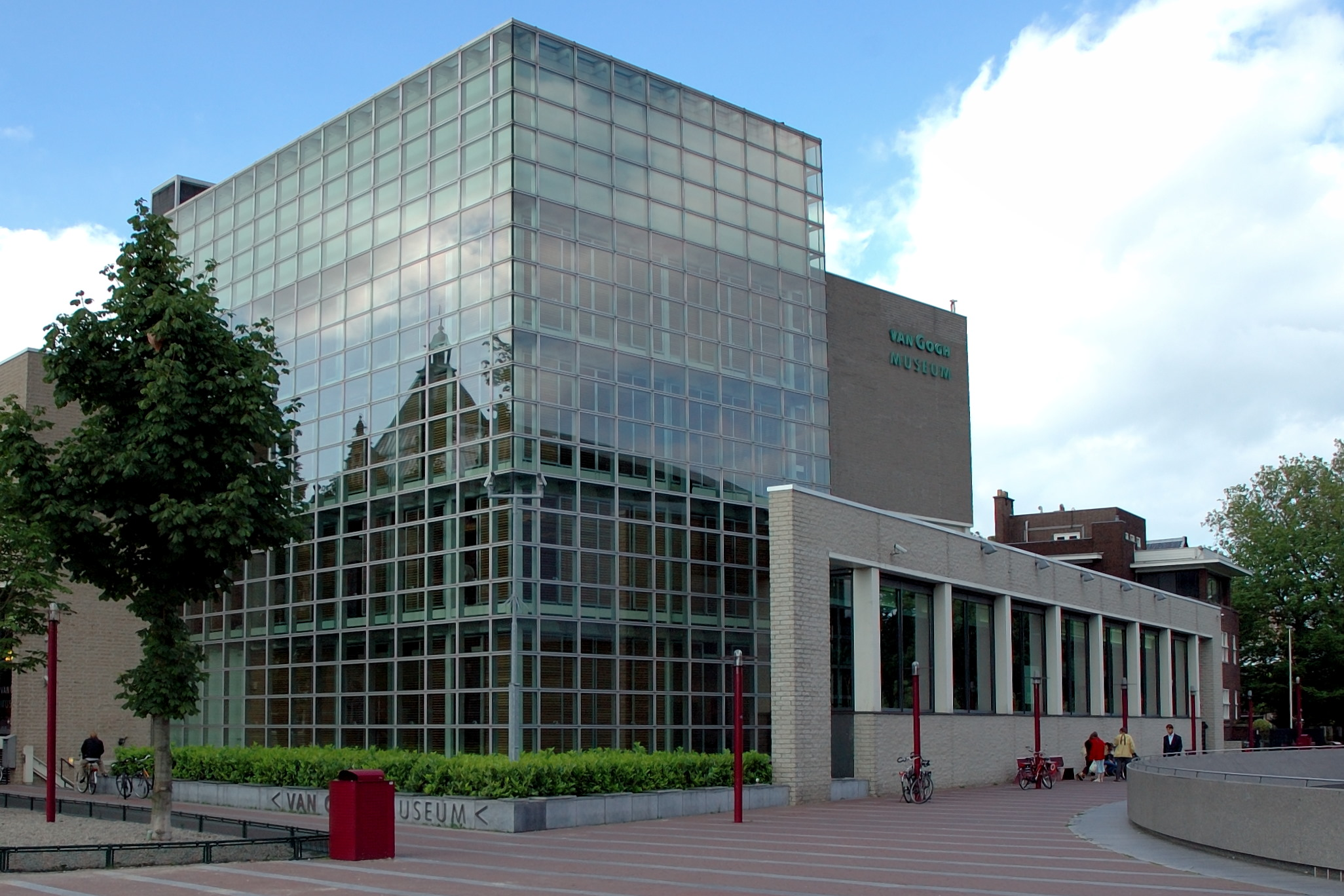
Van Gogh Museum (Rückansicht)

- Vakbondsmuseum
- Van Eesterenmuseum
- Van Gogh Museum
- Venustempel Sexmuseum
- Verzetsmuseum Amsterdam

## W
- Willet-Holthuysen Museum
- Woonboot-Museum

## Z
- Zoölogisch Museum Amsterdam (bis 2011)